# Eponym

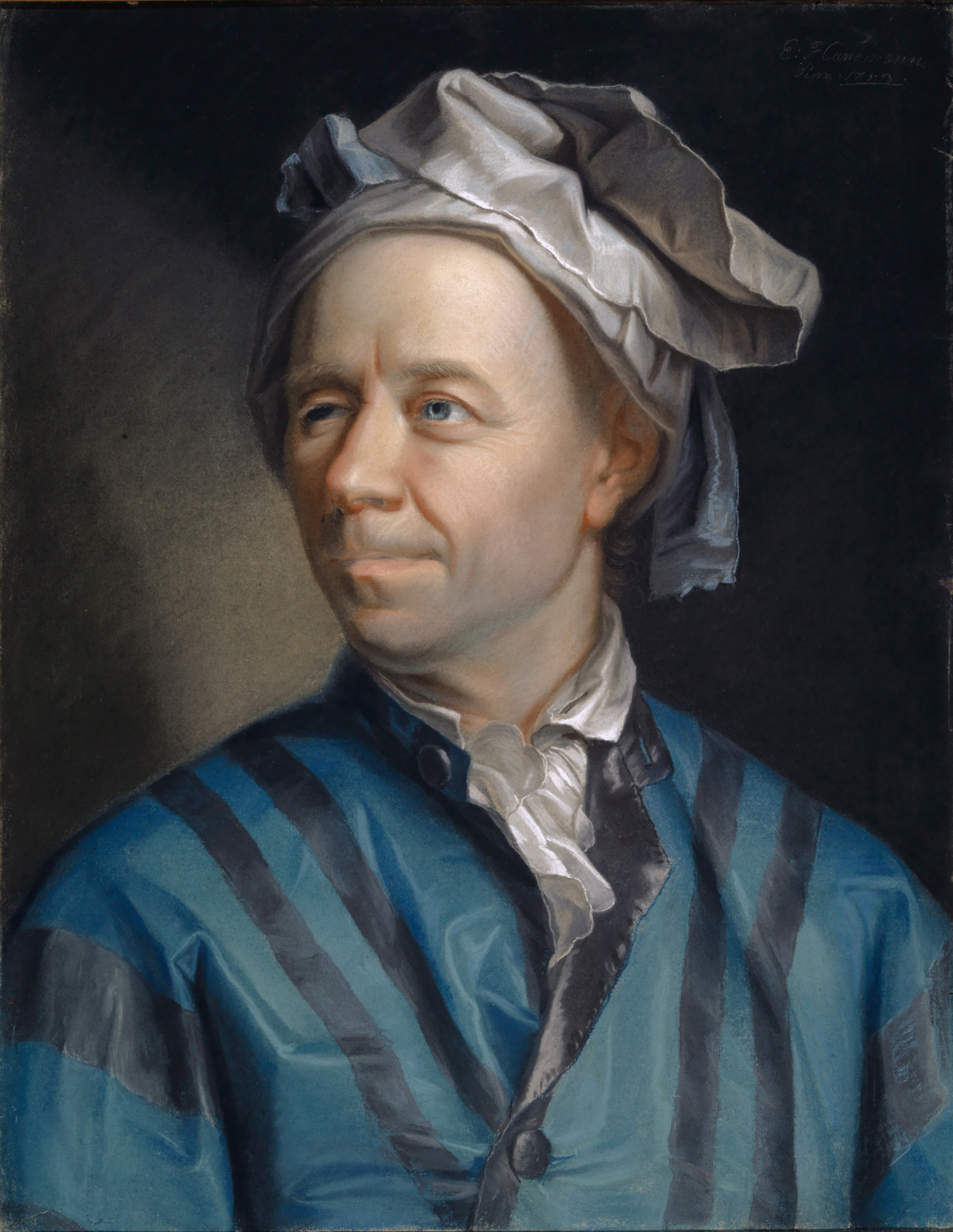
Den schweiziske matematikern Leonard Euler har fått ge namn, det vill säga bli eponym, till flera matematiska företeelser, till exempel Eulers identitet och Eulers lyckotal.

En eponym (grekiska epōʹnymos) är en person som fått ge namn åt en företeelse eller en uppfinning. Även företeelsen eller uppfinningen kan kallas eponym till personen. I vissa fall har personen fallit i glömska medan namnet på företeelsen eller uppfinningen fortfarande finns kvar. Ett närliggande begrepp är varumärkesord, där ett varumärke blivit så etablerat att många använder det som benämning på varan oavsett varumärke. Bägge är exempel på metonymer.

## Historia
Ordet eponym kommer från grekiskan och betyder "namngivare" (epōʹnymos, 'som fått namn efter någon eller något', 'som givit sitt namn till någon eller något'). I antikens Grekland gav årets högst uppsatta person namn åt året som helhet, snarare än antalet år efter någon händelse, som Kristi födelse. Fenomenet fanns redan i de gamla assyriska rikena 2000–612 f.Kr. och den eponymiska personen kallades där limmu. Limmun var en högt uppsatt ämbetsman som gav namn åt det år då han verkade.

## Exempel
Sandwich: Dubbelsmörgås som fått sitt namn av earlen av Sandwich. Under ett parti kortspel, för att undvika att bli kladdig om fingrarna och vara tvungen att avbryta spelet, ska han ha bett om att få en köttbit mellan två brödskivor, en sandwich.
Silhuett: härstammar från fransmannen Étienne de Silhouette som var finansminister under sjuårskriget. I en tid när man ville föreviga människor men porträttmålningar var för dyra, blev lösningen att klippa ut profilen av personen i fråga från svart papper. Således var det en ekonomisk kompromiss som blev ordets ursprung.
Banta: Engelsmannen William Banting lyckades kraftigt gå ner i vikt genom att lägga om sin diet. Han rekommenderade sedan sin "Banting-metod" till allmänheten i en broschyr. I engelskan blev ordet populärt en kort tid för sedan falla bort ur vardagligt tal men i svenskan används ordet fortfarande frekvent i uttryck som "att banta" och "bantningsdiet".